# Nannodiplax
Nannodiplax is een geslacht van libellen (Odonata) uit de familie van de korenbouten (Libellulidae).

## Soorten
Nannodiplax omvat 1 soort:
- Nannodiplax rubra Brauer, 1868